# If I Let You Go
«If I Let You Go» (en español: «Si te dejo ir») es es título de una canción interpretada por la boy band irlandesa Westlife incluída en su álbum debut de estudio homónimo Westlife (1999), lanzada en Reino Unido el 9 de agosto de 1999, cómo el segundo sencillo del álbum. Esta canción fue interpretada en vivo en Miss World 1999. La canción vendió más de 200 000 copias.

## Listado de canciones
CD1
- «If I Let You Go» (Radio Edit) - 3:40
- «Try Again» - 3:35
- Enhanced CD

CD2
- «If I Let You Go» (Radio Edit) - 3:40
- «If I Let You Go» (Extended Version) - 6:09
- Interview with Andi Peters - 7:24

CD Australiano 
- «If I Let You Go» (Radio Edit) - 3:40
- «Try Again» - 3:35
- «If I Let You Go» (Extended Version) - 6:09
- Enhanced CD

## Historia del lanzamiento
- Reino Unido - 9 de agosto de 1999.

- Australia - 26 de septiembre de 1999.

- Datos: Q2341910